# Marlon Brando
Marlon Brando (Omaha, Nebraska, 3 d'abril de 1924-Los Angeles, Califòrnia, 1 de juliol de 2004) fou un actor estatunidenc considerat el més influent del segle XX. Va rebre nombrosos reconeixements al llarg de la seva carrera, que va durar sis dècades, incloent dos premis de l'Acadèmia, dos Premis Globus d'Or, un premi al Festival de Cannes i tres premis de cinema de l'Acadèmia Britànica. Brando també va ser un activista per moltes causes, en particular el moviment dels drets civils i diversos moviments nadius americans. Havent estudiat amb Stella Adler la dècada de 1940, se li atribueix ser un dels primers actors a portar el sistema d'actuació Stanislavski i el mètode d'actuació, derivat del sistema Stanislavski, al públic principal.
Va ser el màxim exponent del Method Acting i deixeble de l'Actors Studio, el seu ideòleg fou Lee Strasberg. El 1973, Marlon Brando rebutja l'Oscar i el Globus d'Or que li concedeix l'Acadèmia de les Arts i les Ciències Cinematogràfiques.

## Biografia

### Primers anys
Va néixer i va créixer a Omaha, a l'estat de Nebraska, amb el nom de Marlon Brando, igual que el seu pare. Sa mare era una dona molt cordial que actuava al teatre local, i que va despertar d'interès del nen per la interpretació. Brando va tenir des de petit el do d'observar la gent i imitar els seus gestos, la qual cosa feia portant-los a l'extrem. Va ser un adolescent rebel, i va ser expulsat de diversos col·legis. Son pare el reprimia per això, però el va animar a buscar el seu propi camí. Brando va marxar a Nova York, on va estudiar interpretació primer a la New School i després al famós Actor's Studio.

### Inicis teatrals
Acabada la seva formació, va començar a treballar en diversos teatres de temporada, fins que el 1944 va aconseguir un paper a Broadway. El 1946, i abans de fer-se un nom en el cercle teatral, va cridar l'atenció en una petita obra anomenada Truckline Cafe. L'actuació de Brando va ser molt realista, fins al punt que la crítica Pauline Kael va arribar a creure que l'actor estava patint un atac a l'escenari. Pocs anys després, es va convertir en una estrella del teatre quan va interpretar l'obra de Tennessee Williams A Streetcar Named Desire, dirigida per Elia Kazan. Brando sabia que Williams estava realitzant entrevistes per elegir els actors per a la seva obra i el va anar a veure, amb el resultat que va obtenir el paper protagonista.

### Carrera cinematogràfica
La seva primera aparició en el cinema va tenir lloc el 1950 en la pel·lícula The Men, una història sobre veterans de guerra convertits en minusvàlids. Fidel al seu mètode d'analitzar els personatges que interpretava per actuar d'acord amb ells, Brando va passar un mes en un hospital militar per preparar el seu paper.
L'actor va interpretar un soldat ferit en la batalla, paralitzat de la cintura cap a baix. En aquest primer film, va aconseguir impressionar amb una interpretació sensible i introspectiva. En els primers anys en el cinema, Brando va manifestar una falta d'interès total per les convencions de la indústria cinematogràfica, actuant segons el seu propi criteri. Amb això, va influir altres actors com James Dean, Paul Newman, i més tard també Robert De Niro.
Brando va tenir un èxit molt més gran quan va actuar en la pel·lícula de 1951 A Streetcar Named Desire, basada en l'obra teatral que ja havia interpretat. En el film, va compartir papers amb Vivien Leigh, Karl Malden i Kim Hunter. Va ser nominat a l'Oscar al millor actor principal per aquesta pel·lícula, i els tres anys següents va rebre altres tantes nominacions per la seva actuació en Viva Zapata, Julius Caesar i On the Waterfront. Per aquesta última pel·lícula Brando va guanyar l'Oscar.
Amb base en aquests èxits, la carrera de Brando va continuar en ascens. En els anys següents, va intervenir en diferents pel·lícules de gèneres diversos, incloses les comèdies, com en La casa de te de la lluna d'agost, en la qual dona vida a un japonès que fa d'intèrpret per a les forces d'ocupació americanes. Tanmateix, al final dels anys 1950, les seves interpretacions van començar a decaure. Brando semblava haver perdut la força expressiva i les pautes que ell mateix havia establert per al seu treball i que li havien donat tan bon resultat.
Als anys 1960, la carrera de Brando va decaure encara més. Les seves actuacions mancaven de tota inspiració, com en Rebel·lió a bord i altres pel·lícules en què va intervenir. Malgrat que conservava el seu prestigi de les primeres pel·lícules, la seva popularitat havia assolit un punt mínim. Tampoc els productors i els directors no confiaven en ell, a causa de les seves interpretacions mediocres i la seva condició d'actor difícil. Tanmateix, hi havia excepcions, com Arthur Penn, que el reconeixia com un gran actor.
Les coses van canviar per a Brando quan se li va presentar l'oportunitat d'interpretar el cap d'una família mafiosa en El Padrí, basat en una novel·la de Mario Puzo. Va ser Brando qui va insistir que es fes una prova filmada del personatge interpretat per ell, i es va ocupar personalment del maquillatge. El director Francis Ford Coppola va quedar impressionat per Brando caracteritzat com a Vito Corleone, i va haver de lluitar per convèncer els productors perquè acceptessin Brando per a aquest paper. Per aquesta interpretació, Brando va aconseguir el seu segon Oscar. En aquesta ocasió, Brando va rebutjar l'Oscar, segona vegada en la història de Hollywood que passava (la primera vegada, l'havia rebutjat l'actor George C. Scott). En lloc de recollir el premi, Brando va enviar a la cerimònia una actriu estatunidenca d'origen indi, que es va manifestar en contra del tractament que rebia el seu poble en les pel·lícules de Hollywood.
Des d'aleshores, la trajectòria de Brando va ser molt irregular. Va rodar alguna bona pel·lícula, com L'últim tango a París, i va participar breument en d'altres simplement per diners, com Superman, en què els seus honoraris van ser de quatre milions de dòlars per un paper de deu minuts. Va continuar sent considerat com un gran actor, per la qual cosa va intervenir també en pel·lícules en les quals va aparèixer només uns quants minuts. L'any 1979, apareix en un altre film de Coppola, Apocalypse Now, en què fa el paper del coronel Kurtz. Destaca Don Juan de Marco, en què alliçonava en qüestions d'amor Johnny Depp, amb qui va forjar amistat en la vida real. En l'esmentada pel·lícula, va tenir de parella Faye Dunaway.
El 2001, va aparèixer en un videoclip per a la cançó You rock my world de Michael Jackson. Entre 2003 i 2004 (poc abans de la seva mort i sent el seu últim treball en vida, posa la seva veu per interpretar novament Vito Corleone, en els diàlegs addicionals incorporats al videojoc del Padrí, publicat (a causa de diversos retards) el 2006, que significà un rotund èxit de vendes. El 2006, gràcies a la tecnologia, actua com a Jor-El, el pare de Superman, en la pel·lícula Superman: El retorn.

### Vida personal
La seva vida personal va ser tempestuosa des de la infantesa i ha estat relatada amb variable fidelitat en múltiples llibres. S'explica que la seva mare era emocionalment inestable i que el jove Marlon va presenciar com rebia molts homes que ocasionalment la maltractaven. Extraordinàriament guapo des de nen, Marlon no va assumir bé l'efecte que el seu atractiu causava en la gent, i alguns testimonis apunten que va optar des d'edat primerenca per castigar-se físicament i descuidar-se com a resposta a la seva bellesa.
Brando va ser expulsat de l'Acadèmia Militar de Shattuck als 17 anys per mal comportament. Després d'això, va decidir seguir la seva germana Dorothy a Nova York, per estudiar teatre amb Stella Adler, deixebla del director rus Konstantín Stanislavski. El temperament tempestuós de Brando va sortir a la llum pública quan es va exhibir la terrible relació que sostenia amb el seu pare dominant i irritant, que mai no li va reconèixer els seus èxits com a actor, i que va ser molt tensa fins al final de la seva vida.
Brando va estar casat en tres ocasions i va ser pare de nou fills. El seu primer matrimoni amb Anna Kashfi va ser públicament tempestuós i va durar dos anys, i el segon amb Movita vuit. La seva tercera esposa va ser Tarita Tériipaia, la dona tahitiana que va interpretar la seva companya en Motí a la Bounty. Arran d'aquesta pel·lícula, Brando es va enamorar també de Tahití i va adquirir una petita illa a l'arxipèlag, on vivia quan les seves obligacions professionals li ho permetien. Amb Tarita, també va tenir problemes malgrat els esforços de Tériipaia per conservar el matrimoni. Tarita, una vegada separada, va revelar les intimitats matrimonials del seu fracassat matrimoni; Brando, encara que va fingir no donar-hi importància, mai no s'hi va reconciliar.
Va participar en moltes activitats en defensa de la situació dels negres afroamericans i també en defensa dels indis aborígens nord-americans, i aconseguí fer-se amb Richard Nixon i els Kennedy en algun moment.
L'any 1990, viu una de les seves tragèdies personals més grans. El xicot d'una de les seves filles és assassinat en la residència familiar de Mulholland Drive. La situació es va convertir en un circ mediàtic quan Christian (el seu fill primogènit nascut del seu primer matrimoni), el gran dels fills de Brando, va ser acusat de ser l'autor material de l'homicidi. L'episodi marcà profundament el seu entorn familiar: Christian va ser obligat a complir sis anys de presó i Cheyenne es va suïcidar cinc anys més tard.
Va morir l'1 de juliol de 2004 a Los Angeles (Califòrnia), als 80 anys, producte d'una fibrosi pulmonar. Tanmateix, Brando serà sempre considerat una llegenda del setè art.

## Filmografia
| Any  | Títol                                                                  | Paper                               | Notes |
| ---- | ---------------------------------------------------------------------- | ----------------------------------- | --- |
| 1950 | The Men                                                                | Kenneth 'Ken' Wilcheck/'Bud'        | |
| 1951 | A Streetcar Named Desire                                               | Stanley Kowalski                    | Nominació − Oscar al millor actor |
| 1952 | Viva Zapata!                                                           | Emiliano Zapata                     | BAFTA al millor actor estranger Premi a la interpretació masculina (Festival de Canes) Nominació − Oscar al millor actor                  |
| 1953 | Julius Caesar                                                          | Marc Antoni                         | BAFTA al millor actor estranger Nominació − Oscar al millor actor                                                                         |
| 1953 | El salvatge (The Wild One)                                             | Johnny Strabler/Narrador            | |
| 1954 | On the Waterfront                                                      | Terry Malloy                        | Oscar al millor actor Globus d'Or al millor actor dramàtic BAFTA al millor actor estranger                                                |
| 1954 | Désirée                                                                | Napoleon Bonaparte                  | |
| 1955 | Ells i elles (Guys and Dolls)                                          | Sky Masterson                       | |
| 1956 | The Teahouse of the August Moon                                        | Sakini                              | Nominació − Globus d'Or al millor actor musical o còmic                                                                                   |
| 1957 | Sayonara                                                               | Maj. Lloyd 'Ace' Gruver, USAF       | Nominació − Oscar al millor actor Nominació − Globus d'Or al millor actor dramàtic                                                        |
| 1958 | El ball dels maleïts                                                   | Tinent Christian Diestl             | Nominació − BAFTA al millor actor estranger                                                                                               |
| 1959 | The Fugitive Kind                                                      | Valentine 'Snakeskin' Xavier        | |
| 1961 | Un tipus dur (One-Eyed Jacks)                                          | Rio                                 | també director |
| 1962 | Motí a la Bounty (Mutiny on the Bounty)                                | 1er Tinent Fletcher Christian       | |
| 1963 | The Ugly American                                                      | Ambassador Harrison Carter MacWhite | Nominació − Globus d'Or al millor actor dramàtic                                                                                          |
| 1964 | Bedtime Story                                                          | Freddy Benson                       | |
| 1965 | Morituri                                                               | Robert Crain                        | |
| 1966 | La caça de l'home (The Chase)                                          | xèrif Calder                        | |
| 1966 | The Appaloosa                                                          | Matt Fletcher                       | |
| 1967 | La comtessa de Hong Kong (A Countess from Hong Kong)                   | Ogden Mears                         | |
| 1967 | Reflexos en un ull daurat (Reflections in a Golden Eye)                | Maj. Weldon Penderton               | |
| 1968 | Candy                                                                  | Grindl                              | |
| 1968 | The Night of the Following Day                                         | Chauffeur                           | |
| 1969 | Queimada                                                               | Sir William Walker                  | |
| 1970 | King: A Filmed Record... Montgomery to Memphis                         |                                     | documental |
| 1972 | The Nightcomers                                                        | Peter Quint                         | Nominació − BAFTA al millor actor |
| 1972 | El padrí (The Godfather)                                               | Don Vito Corleone                   | Oscar al millor actor Globus d'Or al millor actor dramàtic Nominació − BAFTA al millor actor                                              |
| 1972 | L'últim tango a París (Ultimo tango a Parigi)                          | Paul                                | Nominació − Oscar al millor actor Nominació − BAFTA al millor actor                                                                       |
| 1976 | Missouri (The Missouri Breaks)                                         | Robert E. Lee Clayton               | |
| 1978 | Raoni                                                                  |                                     | documental, narrador |
| 1978 | Superman                                                               | Jor-El                              | |
| 1979 | Apocalypse Now                                                         | Coronel Walter E. Kurtz             | |
| 1980 | La fórmula (The Formula)                                               | Adam Steiffel, Chairman Titan Oil   | |
| 1989 | Una àrida estació blanca (A Dry White Season)                          | Ian McKenzie                        | Nominació − Oscar al millor actor secundari Nominació − Globus d'Or al millor actor secundari Nominació − BAFTA al millor actor secundari |
| 1990 | El passarell (The Freshman)                                            | Carmine Sabatini                    | |
| 1991 | Hearts of Darkness: A Filmmaker's Apocalypse                           |                                     | documental |
| 1992 | Les aventures de Cristòfor Colom (Christopher Columbus: The Discovery) | Tomas de Torquemada                 | |
| 1995 | Don Juan DeMarco                                                       | Dr. Jack Mickler                    | |
| 1996 | L'illa del Doctor Moreau (The Island of Dr. Moreau)                    | Dr. Moreau                          | |
| 1997 | The Brave                                                              | McCarthy                            | |
| 1998 | Assalta'l com puguis (Free Money)                                      | Warden Sven 'The Swede' Sorenson    | |
| 2001 | The Score                                                              | Max                                 | |
| 2006 | Superman Returns                                                       | Jor-El                              | Intervenció pòstuma |
| 2006 | Superman II: The Richard Donner Cut                                    | Jor-El                              | |